# Geräuschaudiometrie
Die Geräuschaudiometrie nach Langenbeck ist eine audiometrische Methode der Hals-Nasen-Ohrenheilkunde, mit der die Hörschwelle für Töne in einem Verdeckungsrauschen bestimmt wird. Der Test erlaubt Rückschlüsse auf den Ort der Schädigung bei einer Schallempfindungsschwerhörigkeit.
Die Untersuchungsmethode wurde von Bernhard Langenbeck (1895–1964) 1949 und 1950 in mehreren Publikationen vorgestellt und auch später wissenschaftlich bearbeitet.

Abbildung 1: Beispiel einer Hörschwelle bei Hochtonschwerhörigkeit in Relativdarstellung (schwarz) und Absolutdarstellung (blau)

Abbildung 2: Geräuschaudiometrie nach Langenbeck: Absolut- (blau) und Relativdarstellung (hellgrau) des Tonaudiogrammes, Verdeckung mit weißem Rauschen 30 dB (rosa)

Abbildung 4: Geräuschaudiometrie nach Langenbeck: Absolutdarstellung der Ruhehörschwelle (blau), Verdeckung mit weißem Rauschen 30 dB (rosa). Die Klartonpunkte liegen unter dem Niveau des Geräuschpegels und weichen der nicht verdeckten Ruhehörschwelle aus: neurale Schwerhörigkeit

## Untersuchungsvorgang
Zur Durchführung des Tests ist ein Tonaudiometer erforderlich, das gleichzeitig mit dem Sinuston am selben Ohr ein Breitbandrauschen variabler Intensität anbieten kann. Nach Langenbeck wird zuerst die Hörschwelle ohne Verdeckungsrauschen festgestellt (Ruhehörschwelle) und als absolute Hörschwelle eingetragen, sodass in den tieferen und höheren Frequenzen die Normalhörschwelle nicht bei 0 dB, sondern bei höheren Werten liegt, was in analoger Weise auch für ein nicht normales Audiogramm gilt (Abbildung 1). Die Absolutdarstellung der Hörschwellenkurve wurde von Langenbeck deshalb verwendet, weil „diese Darstellungsweise allein übersichtliche Verhältnisse ergibt“.
Normalerweise wird auf dem Tonaudiogrammformular die Relativdarstellung verwendet, die normale Hörschwelle wird dabei als eine Gerade dargestellt und der Pegel an der normalen Hörschwelle mit 0 dB bezeichnet, ohne Rücksicht darauf, dass der erforderliche Schalldruckpegel zum Erreichen der Hörschwelle in den tiefen und hohen Tönen höher ist als bei 1–4 kHz. Es wird daher diese dB-Bezeichnung auch als dB HL (von hearing level), bezeichnet im Gegensatz zu dB SPL (von sound pressure level), der absoluten dB-Zahl des Schalldruckpegels.
Es wird nun ein Weißes Rauschen angeboten, dessen Intensität so gewählt wird, dass Teile der Ruhehörschwelle durch das Rauschen verdeckt werden, andere Teile jedoch nicht, in der Regel Teile der Hörschwelle im tiefen und hohen Frequenzbereich. Die Absolutdarstellung der Hörschwelle erlaubt es, den entsprechenden Pegel des Rauschens als Gerade in das Formular einzutragen (Abbildung 2).
Bei weiterhin angebotenem Rauschen wird nun neuerlich eine tonaudiometrische Hörschwellenbestimmung durchgeführt, wobei nun aber im Bereich der verdeckten Ruhetonschwelle ein Hören des Tones erst bei Erreichen des Pegels des Verdeckungsrauschens möglich ist. Das Auftauchen des Tones aus dem Rauschen kann vom Normalhörenden sehr exakt angegeben werden. Man spricht nach Langenbeck vom Klartonpunkt. Dort wo die Ruhehörschwelle vom Rauschen nicht verdeckt wird, gibt der Innenohrschwerhörige dieselbe Hörschwelle wie bei der Untersuchung ohne Verdeckungsrauschen an, die Gerade der Klartonpunkte mündet also im Bereich tiefer und hoher Töne in die Ruhehörschwelle.

## Untersuchungsergebnis
Bei einer cochleären Schwerhörigkeit (Haarzellschädigung) verhält sich die Klartonkurve wie beim Normalhörenden, die Klartonpunkte liegen im Niveau des Geräuschpegels und münden in die nicht verdeckte Ruhehörschwelle im Bereich tiefer und hoher Töne
Bei einer neuralen Schwerhörigkeit werden die Klartonpunkte erst bei höherem Pegel als dem Rauschpegel hörbar, sie liegen also unter dem Niveau des Geräuschpegels und weichen der nicht verdeckten Ruhehörschwelle aus (Abbildung 4).

## Geräuschaudiometrie mit modernen Audiometern
Moderne Tonaudiometer haben nicht die Möglichkeit einer Absolutdarstellung der Hörschwellenkurve. Um bei der Relativdarstellung eine Geräuschaudiometrie durchführen zu können, muss man sich auf die Frequenzen 1 bis 4 kHz beschränken, da hier praktisch kein Unterschied zur Absolutdarstellung besteht. Wenn möglich sollte ein breitbandiges Rauschen verwendet werden, bei Verwendung eines Schmalbandrauschens, wie es auch für die Vertäubung bei der Tonaudiometrie verwendet wird, ist zu beachten, dass im höheren Frequenzbereich das Schmalbandrauschen immer mehr einen tonalen Charakter annimmt und die Erkennbarkeit von Tönen erschwert ist. Es wird ein Bezugspunkt auf der Ruhehörschwelle (meistens bei 4 kHz) festgelegt und der Geräuschpegel danach festgelegt. Wie schon bei der Vorgehensweise bei der Absolutdarstellung werden nun die Klartonpunkte gesucht, allerdings nur im Bereich zwischen 1 und 4 kHz, und das Verhalten der Klartonkurve im Bereich des Bezugspunktes der Ruhehörschwelle festgestellt (Einmündung oder Ausweichen).